# Kayentachelyidae
Famille
Les Kayentachelyidae sont une famille fossile de tortues. Elles ont vécu en Arizona (États-Unis) au cours du Jurassique inférieur (étages du Sinémurien et du Pliensbachien), il y a environ entre 199 et 183 Ma (millions d'années).

## Liste des genres
- Kayentachelys Gaffney et al., 1987